# José Navarro Aramburu
José Navarro Aramburu (Lima, 24 de setiembre de 1948) es un exfutbolista peruano, que se desempeñaba como lateral. Jugó por diversos clubes peruanos, obteniendo un bicampeonato con Sporting Cristal en 1979 y 1980.
Participó con la selección de fútbol del Perú en la Copa Mundial de fútbol de 1978, así como la Copa América 1975 donde el seleccionado peruano obtuvo el título y la Copa América 1979.

## Selección Peruana
Participó en el Sudamericano Sub-20 de Paraguay en 1967.
En la Selección mayor disputó 30 partidos con la selección de fútbol del Perú. Su primer partido fue el 9 de agosto de 1972 en la victoria peruana ante México por 3:2. 
Fue campeón de la Copa América en 1975.
Participó en la Copa Mundial de fútbol de 1978, donde llegó a cuartos de final con el equipo y en la Copa América 1979 donde se llegó a la ronda semifinal.

### Participaciones en Copas del Mundo
| Copa                           | Sede      | Resultado        |
| ------------------------------ | --------- | ---------------- |
| Copa Mundial de Fútbol de 1978 | Argentina | Cuartos de final |

### Participaciones en Copa América
| Copa              | Sede          | Resultado |
| ----------------- | ------------- | --------- |
| Copa América 1975 | Sin sede fija | Campeón   |
| Copa América 1979 | Sin sede fija | Semifinal |

## Clubes
| Club                | País | Año         |
| ------------------- | ---- | ----------- |
| Defensor Arica      | Perú | 1969 - 1971 |
| Deportivo Sima      | Perú | 1972        |
| Deportivo Municipal | Perú | 1973        |
| Defensor Lima       | Perú | 1974        |
| Sporting Cristal    | Perú | 1975 - 1981 |
| Juan Aurich         | Perú | 1982        |

## Palmarés

### Campeonatos nacionales
| Título                    | Club             | País | Año  |
| ------------------------- | ---------------- | ---- | ---- |
| Primera División del Perú | Sporting Cristal | Perú | 1979 |
| Primera División del Perú | Sporting Cristal | Perú | 1980 |

### Distinciones individuales
| Distinción                                                                                  | Año  |
| ------------------------------------------------------------------------------------------- | ---- |
| Incluido dentro de los 100 extranjeros más emblemáticos que pasaron por el fútbol argentino | 2017 |